# كفرفيلا
كفرفيلا هي إحدى القرى اللبنانية من قرى قضاء النبطية في محافظة النبطية. هي واحدة من ال 243 بلدة في محافظة النبطية والواقعة في المنطقة الشمالية من هذه المقاطعة وعلى الجانب الآخر هناك وادي ضحل يفصل بينها وبين مجموعة من 32 من بلدات قضاء صيدا.
رغم جبلية الملامح في هذه البلدة، هناك زراعة لأشجار الزيتون وفيه قدر من النجاح، والجودة العالية لزيت الزيتون، كما أن الأهالي لا يزالون يستعملون الأسلوب التقليدي البارد في عصر الزيتون، كفرفيلا كما هو معروف بالنسبة لمعظم السكان المحليين فيها كما كبيرا من الحدائق والأشجار المثمرة، وتنتشر بيوتها الجميلة والحدائق والأشجار المتاجر في كل صوب وعلى جانبي الطريق الرئيسي المؤدي إلى البلدة.
كفرفيلا تقبع آمنة في أسفل جبال إقليم التفاح كما أن بلدات جباع، عين قانا وعين بوسوار تشرف عليها. ترتفع عن مستوى سطح البحر أكثر من 582 مترا. وتبعد عن مدينة النبطية حوالي 22 كيلومترا، وحوالي 65 كم عن العاصمة بيروت. المجال العقاري للمدينة هو 3500 دونم. وعدد السكان حوالي 2500 شخص النصف من المقيمين في البلدة والنصف الآخر يعيش ويعمل بشكل رئيسي في بيروت والجوار. وعدد الناخبين 950 (من لوائح 1998). عدد الوحدات السكنية 445 وحدة.

## خصائصها
تتميّز البلدة بطبيعتها الخلاّبة ومياهها الغزيرة جداً حيث يتعدّى عدد الينابيع فيها 13 : تينات النبعة، المرجة، نبع حويلة، نبع عقيل، كما تكثر فيها الأحراج الكثيفة. اعتبرت في فترة ما قبل الحرب من أهم مناطق الاصطياف لأبناء النبطية وصيدا وبقية أبناء جبل عامل، نظراً لقرب المنطقة من المدن الساحلية وتمتّعها بمناخ جاف معتدل.

## التسمية
يقول فريحة في «معجمه»: إن الاسم آرامي ومعناه «قرية الفيل»، وقال غيره إن معنى الاسم هو قرية الصدع أو الفج.
وربما تعود التسمية الأخيرة إلى وجود صدع (يدعى شق أم زين) في مرتفع يقع شرق البلدة (عريض الحوارة) ناتج عن زلزال قديم حسب رواية الأهالي ويسيل منه نبع دائم يسقي معظم أراضي البلدة الزراعية ويُدعى نبع ابن عقيل.

## آثارها
يوجد في البلدة العديد من المغاور تعود إلى العصر الفينيقي ومعظمها مغاور مدفنية تقع واحدة في محلة «السراج» شمال غرب البلدة (ويجد ثلاث أخرى ات ناحية الشرق بينها واحدة بداخلها ثلاث فتحات داخلية وكل واحدة بداخلها قبران).
وفي منطقة «الخربة» (جنوبي البلدة) عثر على فخاريات وكؤوس زجاجية ملونة بالإضافة إلى ذلك يوجد عدد من المطاحن القديمة تقع على أحد روافد نهر الزهراني «الحومة» شرقي البلدة وقد اندثر معظما.
الحالة العلمية والاجتماعية والثقافية

## المدارس
يوجد في البلدة مسجد قديم العهد يقال أنه كان مدرسة دينية مطلع القرن العشرين برعاية أحد علماء الدين، لكن المدرسة لم تستمر طويلاً. في مطلع الخمسينيات أُعيد استعمال المسجد كبناء للمدرسة الرسمية.
قبل ذلك قام بتعليم أبناء البلدة مبادئ القراءة في فترة الثلاثينيات والأربعينيات كل من علي عبد المجيد عسيران، الشيخ محي الدين الحرّ، عبد الغني فقيه، الشيخ سلمان تقي والشيخ محمد فقيه.
أما بداية المدرسة الرسمية فتعود إلى العام 1944م مع المعلم المنفرد موسى حسين حمود من بلدة كفر ملكي وأعقبه في مطلع الخمسينيات الشيخ عارف الحر، ثم أنطوان أبو سمرا 1957 / 1958م. وفي مطلع الستينيات قَدِم إلى المدرسة كل من الأساتذة جميل جزيني، وفيق قاسم، مقلد مقلد، توفيق الحر، سعاد الخياط، واكتملت المرحلة الابتدائية العام 1970مم وأصبح مديراً الأستاذ هاني محمد الحر ثم خلفه الأستاذ إبراهيم فياض لغاية العام 1987م. اكتملت المرحلة المتوسطة العام 1978م والمدير الحالي هو الأستاذ نزيه خفاجا مع العلم بأن المدرسة هي ابتدائية فقط، كذلك يوجد فرع لمدارس المهدي (ع) الخاصة (مدرسة المهدي (ع) كفرفيلا) اعتباراً من العام 1997.
بالإضافة إلى مدرسة المهدي (عج)كفرفيلا هي مدرسة خاصة والآن مديرها الحاج محمد طفيلي وأنصح الجميع بالانضمام إليها.

## العائلات
جواد، قاسم، حمدان، خفاجا، إبراهيم، فقيه، زين، إسماعيل، حمود، زين، محي الدين، الحاج، شحود، حجازي، طحيني، ناصر، عسيران، شحاده، سلطان، تقي، رشيد، حسين، حديد.

## المشاهير
- لامع الحر: شاعر وصحفي.[2] الشيخ نعيم قاسم